# シディブジッド県
シディブジッド県（シディブジッドけん、アラビア語：ولاية سيدي بوزيد、英語：Sidi Bouzid Governorate） は、チュニジアの県である。チュニジアの中央部に位置する。人口は396,000人（2004年）、面積は6,994km2。県都はシディブジッドである。